# Zeme-Naga-Sprachen
Die Zeme-Naga-Sprachen bilden eine Untereinheit der Kuki-Chin-Naga-Sprachen, die zu den tibetobirmanischen Sprachen gehören, einem Primärzweig des Sinotibetischen. Die sieben Zeme-Naga-Sprachen werden von 180.000 Menschen in Nordost-Indien in den Bundesstaaten Nagaland und Manipur gesprochen. Die größte Einzelsprache ist Rongmai mit 60.000 Sprechern.

## Zeme-Naga innerhalb des Sinotibetischen
- Sinotibetisch
  - Tibetobirmanisch
    - Kuki-Chin-Naga
      - Mizo-Kuki-Chin
      - Ao-Naga
      - Angami-Pochuri-Naga
      - Zeme-Naga
      - Tangkhul-Naga
      - Meithei (Manipuri)
      - Karbi (Mikir)

## Interne Klassifikation und Sprecherzahlen
- Zeme-Naga
  - Zeme-Liangmai
    - Zeme (Empeo, Kacha) (30 Tsd.)   Dialekte: Paren, Njauna
    - Liangmai (Kwoireng, Koireng) (20 Tsd.)
    - Mzieme (30 Tsd.)

  - Rongmai-Khoirao
    - Rongmai (Kabui, Nruangmai) (60 Tsd.)
    - Khoirao (Thangal) (20 Tsd.)
    - Maram (15 Tsd.)
    - Poumei (Puiron) (2.500)

Klassifikation und Sprecherzahlen nach dem angegebenen Weblink.